# Nordamerikanische kontinentale Wasserscheide

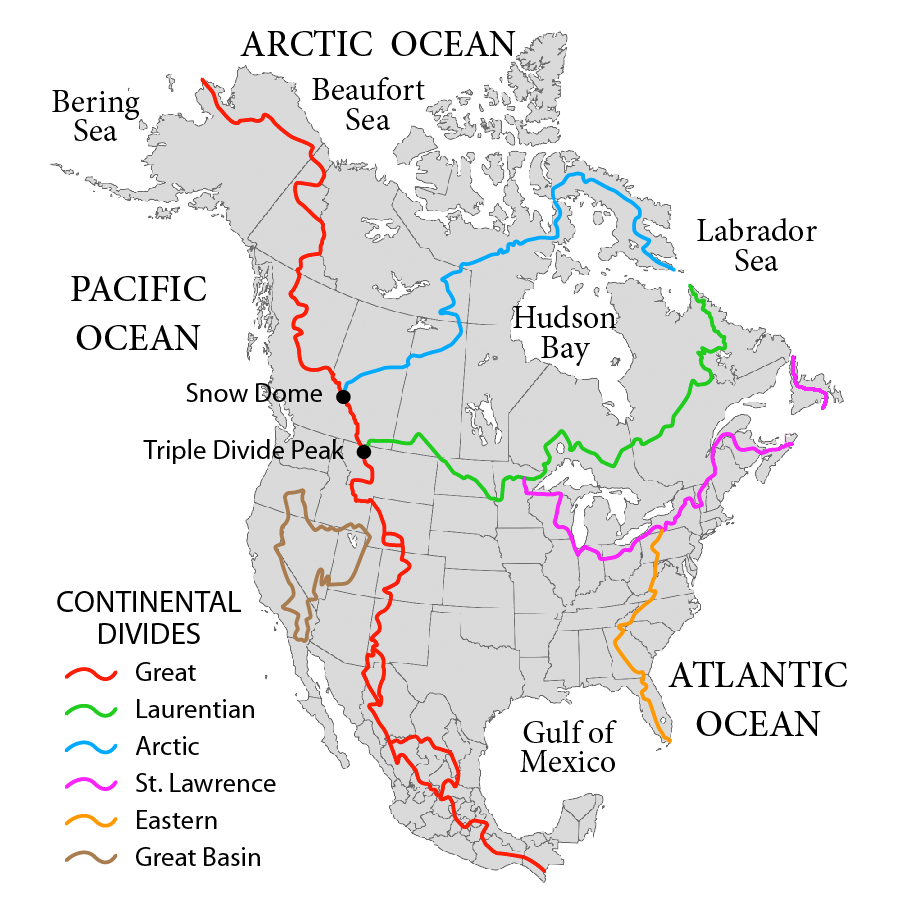
System der kontinentalen Wasserscheiden in Nordamerika

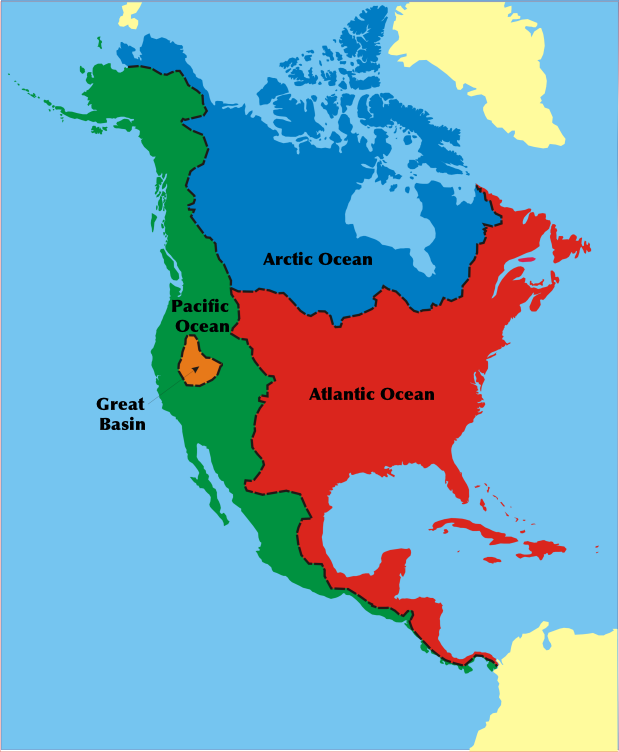
Einzugsgebiete der Ozeane und kontinentale Wasserscheide in Nordamerika (Ostgrenze des Pazifik-Einzugsgebietes)

Die Kontinentale Wasserscheide (englisch Continental Divide) ist die Wasserscheide in Nord- und Zentralamerika, die die Einzugsgebiete jener Flüsse voneinander trennt, die in verschiedene Ozeane fließen. Dabei handelt es sich um den Pazifik (nach Westen), den Arktischen Ozean (nach Norden) und den Atlantischen Ozean über den Golf von Mexiko (nach Südosten). Es handelt sich jedoch um eine vereinfachte Darstellung, da es in Nordamerika abflusslose (endorheische) Gebiete gibt. Das größte derartige Gebiet ist das Große Becken in Nevada und Utah mit Ausläufern nach Kalifornien, Oregon und Idaho.

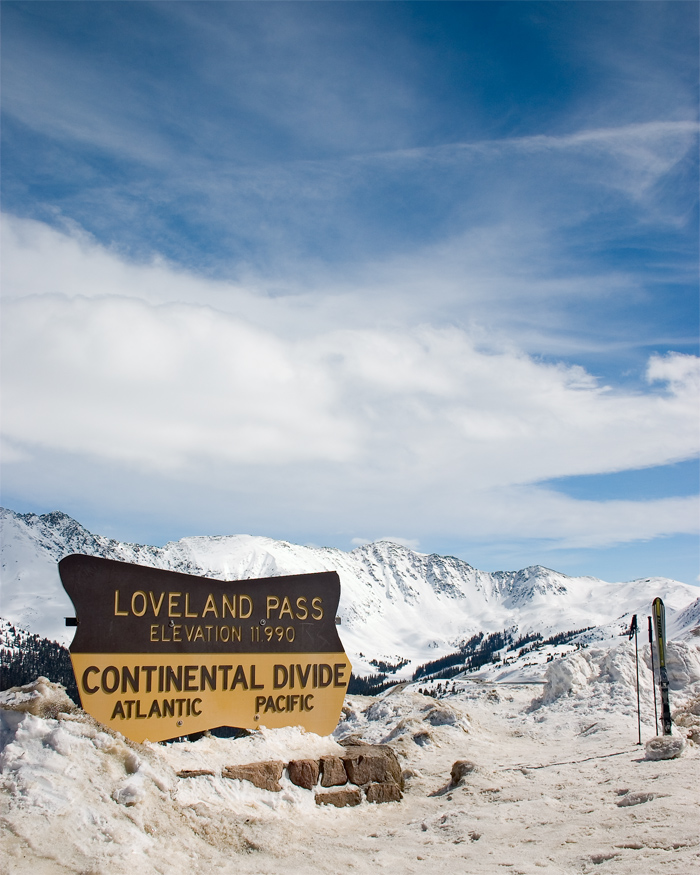
Markierung der Wasserscheide am Loveland Pass in Colorado

Der größte Teil der Wasserscheide folgt dem Gebirgskamm der Rocky Mountains. Sie beginnt in Kap Prince of Wales in Alaska und verläuft zunächst nach Osten in das kanadische Territorium Yukon und dann in südlicher Richtung nach British Columbia, wo sie die Grenze zur Provinz Alberta bildet. Danach verläuft sie über Montana, Wyoming, Colorado und New Mexico in den Vereinigten Staaten bis nach Mexiko und Mittelamerika entlang des Gebirgskamms Sierra Madre Occidental.
Der Wasserscheidepunkt mit Abfluss in alle drei Ozeane ist der Triple Divide Peak im Glacier-Nationalpark in Montana. Hier zweigt die Laurentinische Wasserscheide nach Osten ab. Wenn man die Hudson Bay, deren Zuordnung zum Atlantischen Ozean oder dem Arktischen Ozean umstritten ist, dem Atlantik zuordnet, läge die dreifache Wasserscheide im Columbia-Eisfeld in Kanada.
Eine weitere Besonderheit im Verlauf der Wasserscheide ist das Great Divide Basin in Wyoming: Hier teilt sie sich südlich des South Pass in zwei Arme, die ein abflussloses Gebiet von ca. 10.000 km² Fläche einschließen. Das Great Divide Basin liegt somit innerhalb der kontinentalen Hauptwasserscheide.
Ebenfalls in Wyoming befindet sich der Two Ocean Pass, an dem sich die einzige Flussbifurkation der kontinentalen Wasserscheide Nordamerikas befindet (genannt Parting of the Waters). Der North Two Ocean Creek teilt sich am Pass in den Pacific Creek, der zum Pazifik entwässert, und den Atlantic Creek, der dem Atlantik zufließt.
Entlang der kontinentalen Wasserscheide verläuft der Continental Divide Trail, ein 5000 km langer Fernwanderweg von Mexiko nach Kanada.